# Schwarze Lauter
Die Schwarze Lauter ist der linke Quellfluss der Lenninger Lauter. Sie entspringt in Schlattstall aus der Lauterquelle und dem Goldloch. Bei Lenningen vereinigt sie sich mit der Weißen Lauter zur Lauter.

## Geographie

#### Lauterquelle

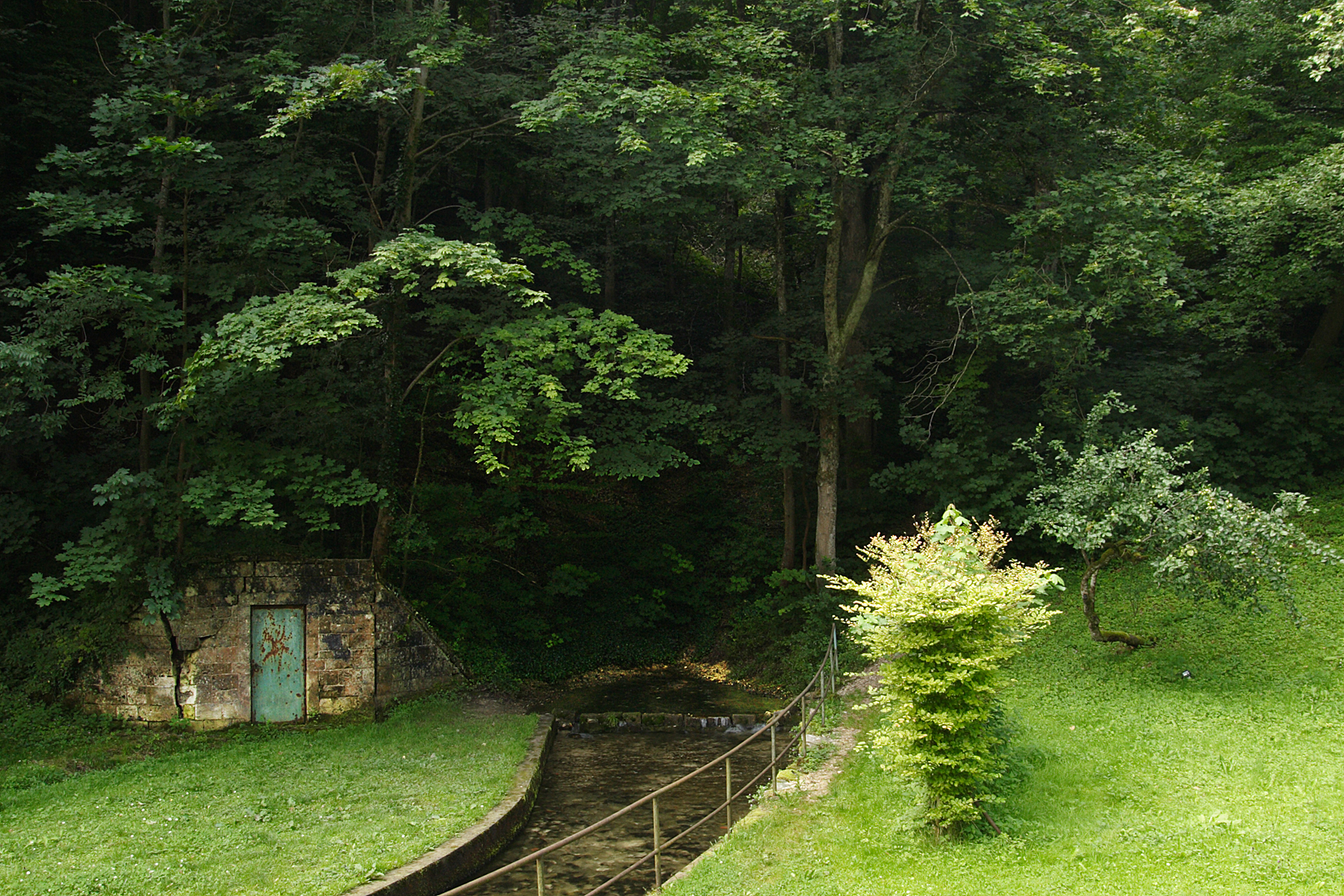
Karstquelle Schwarze Lauter im „Schlattstaller“-Seitental des großen Naturschutzgebietes Oberes Lenninger Tal mit Seitentälern. Das Steinhaus, links: Ehemalige Trinkwasser-Brunnenstube

Der Ursprung der Schwarzen Lauter (48° 31′ 27″ N, 9° 29′ 23″ O) 20 m vor der Lautermühle, der unmittelbar am wasserundurchlässigen, stauenden Talboden austritt. Diese Quelle ist so stark und ergiebig, dass ihr Wasser einst das oberschlächtige Mühlrad der Lautermühle antreiben konnte.

#### Schlattstaller Goldloch

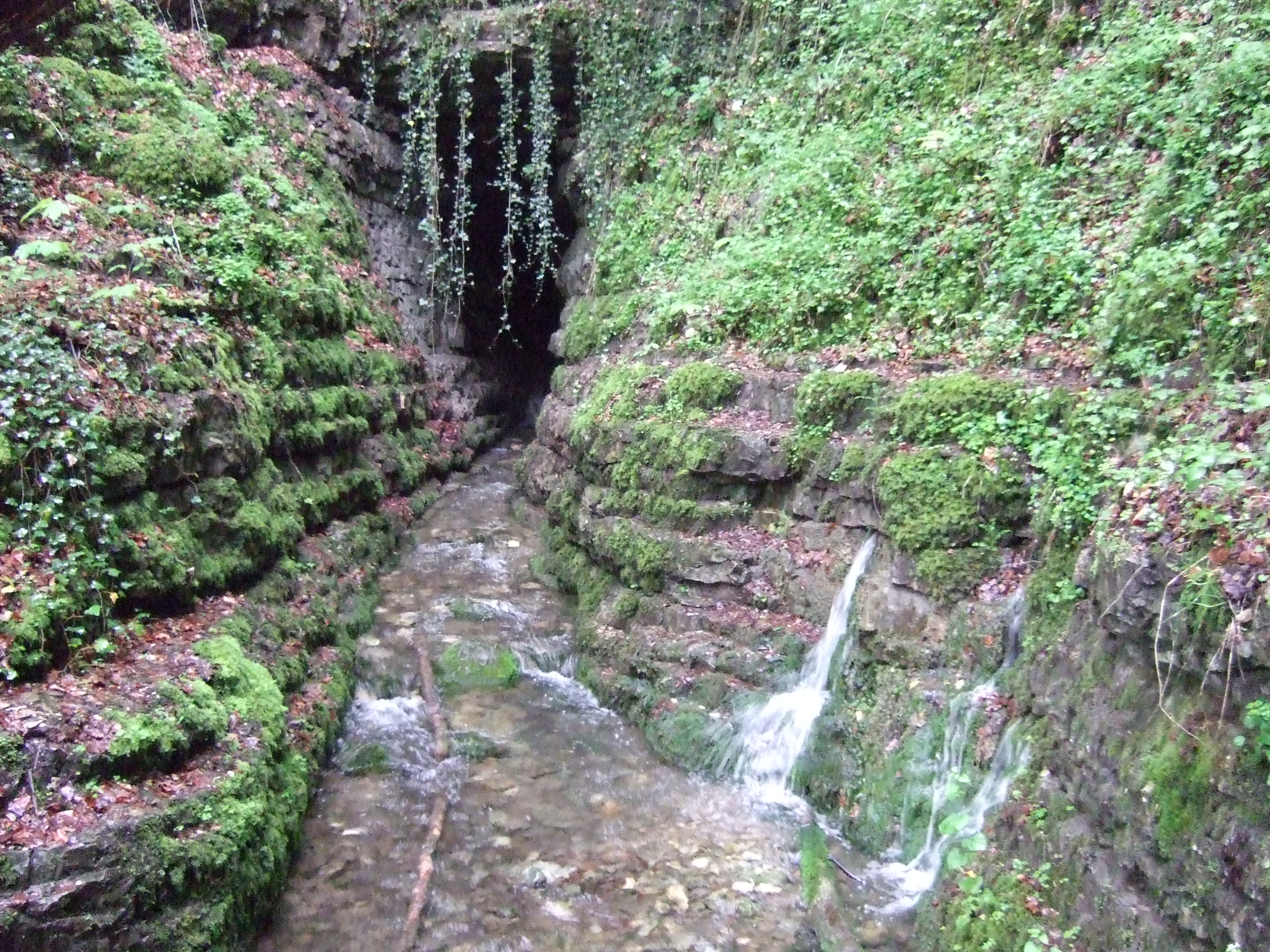
Goldloch

Diese inzwischen nur periodisch aktive Wasserhöhle (48° 31′ 25″ N, 9° 29′ 28″ O) befindet sich etwa 100 m östlich der anderen Quelle. Die Schüttung schwankt zwischen 200 und 3.000 Liter pro Sekunde. Das Mundloch dieser Höhle wurde 1824/25 von Goldgräbern auf seine heutige Größe erweitert. Die Goldsuche war erfolglos. An einem Hang neben der Wasserhöhle treten nach Starkregenereignissen noch zahlreiche weitere Quellen aus. Der Quellbach vereinigt sich nach einigen Metern in Schlattstall mit dem aus der Lauterquelle. Das Goldloch ist unter dem Namen Goldloch bei Schlattstall E von Grabenstetten als Geotop registriert.
Die Quellen, das enge Tal und die kleine Siedlung sind ein beliebtes Wanderziel.
Etwa gegen Ende des Jahres 2015 brach eine Steinplatte aus der Decke des Goldlochs und hängt nun über dem Eingangsbereich, es besteht Einsturzgefahr.

### Zuflüsse
- Seltenbach, von links bei Schlattstall

## Forellenzucht
Im sauberen, sauerstoffreichen Karstquellwasser wurden Zuchtforellen gehalten. In die Fischteiche am Ostrand von Schlattstall gelangt das Wasser der nördlich des Goldlochs befindlichen Quellen.